# Saint-Germer-de-Fly
Saint-Germer-de-Fly là một xã ở tỉnh Oise Hauts-de-France phía bắc Pháp. Xã Saint-Germer-de-Fly nằm ở khu vực có độ cao trung bình 151 mét trên mực nước biển.